# Zayed Khan
Zayed Abbas Khan (ur. 5 lipca 1980 w Bombaju) – indyjski aktor filmowy.

## Zarys biografii
Pochodzi z filmowej rodziny: jego matką jest Zarine Khan, a jego ojciec Sanjay Khan jest aktorem i reżyserem. Ma siostrę Suzanne Khan Roshan, która wyszła za indyjskiego supergwiazdora Hrithika Roshana. Z wyznania jest muzułmaninem.
Studiował w London Film Academy. Zanim zadebiutował w filmie, pracował jako model.
Jego debiut filmowy, Chura Liyaa Hai Tumne poniósł całkowitą klapę, ale zauważono jego rolę – nominowano go do indyjskich nagród filmowych za debiut. Drugi film (Jestem przy tobie – Main Hoon Na) okazał się jednym z największych sukcesów indyjskiego kina ostatnich lat, był niezwykle popularny w Indiach i za granicą i uczynił Zayeda Khana znaczącą postacią Bollywood.
W dniach 19–20 listopada 2005 poślubił w Bombaju Mallikę Parekh. 18 stycznia 2008 na świat przyszło jego pierwsze dziecko – Zidaan Zayed Abbas Khan.

## Filmografia
- 2010: Anjaana Anjaani jako Kunal Nanda
- 2009: Blue
- 2008: Mission Istanbul jako Vikas Sagar
- 2007: Om Shanti Om – występ gościnny w piosence Deewangi Deewangi
- 2007: Speed
- 2006: Rocky:The Rebel
- 2006: Happy New Year!!!
- 2006: Fight Club: Members Only (Fight Club)
- 2005: Dus jako Aditya
- 2005: Shabd
- 2005: Vaada jako Karan
- 2005: Shaadi No. 1 jako Veer
- 2004: Jestem przy tobie (Main Hoon Na) jako Laxman Prasad Sharma
- 2003: Chura Liyaa Hai Tumne jako Vijay Chouhan/Prakash Yogi

## Wyróżnienia
- 2004 Nominacja do Zee Cine Award dla Najlepszego debiutanta (Chura Liyaa Hai Tumne)
- 2005 Nominacja do Filmfare Award dla Najlepszego aktora drugoplanowego (Jestem przy tobie)
- 2005 Nominacja do Screen Weekly Award dla Najlepszego aktora drugoplanowego (Jestem przy tobie)